# برگ‌امرودی ۱۰۸۲
سیارک ۱۰۸۲ (به انگلیسی: 1082 Pirola، نامگذاری:1927UC) هزار و هشتاد و دومین سیارک کشف شده‌است که در ۲۸ اکتبر ۱۹۲۷ و در هایدلبرگ کشف شد.
قدر مطلق سیارک برابر ۱۰٫۴۱ است.